# Surowica (województwo podkarpackie)
Surowica – nieistniejąca już dziś wieś w województwie podkarpackim, w krośnieński, w gminie Jaśliska, w Beskidzie Niskim, u ujścia potoku Moszczańca do Wisłoka z lewego brzegu. Miejscowość figuruje w rejestrze TERYT jako wieś.
Do 31 grudnia 2016 miejscowość należała do gminy Komańcza w powiecie sanockim w tymże województwie.

## Historia
Jest to jedna z najstarszych miejscowości w Beskidzie Niskim. Pierwsze zapisy Surowicze pochodzą z 1361 r. (Kod. Dyplomat. Małopolski., III, 143), kiedy to król Kazimierz Wielki nadał braciom Pawłowi i Piotrowi Balom z Węgier opuszczone wsie, Zboiska, Wisłok i Radoszyce. Surowice graniczyły od płd. z Moszczańcem, na zach. z Polanami i Wolą Niżną, na płn.-wschód z Darowem. Jak można wnosić z nazwy, wieś założona była na surowym korzeniu, czyli świeżo wykarczowanym terenie. W 1366 r. kanclerz Janusz Suchywilk od swoich rodziców otrzymał Duklę, Kobylany, Chyrową, Mszanę, Surowicę i Wisłoczek. W 28 sierpnia 1366 roku we Włodzimierzu Janusz Suchywilk przekazał swoje dobra bratankom Piotrowi i Mikołajowi. Byli to synowie Jakusza Cztana ze Strzelc. Ustanowił w ten sposób pierwszą ordynację w Polsce. Kazimierz Wielki potwierdził ten dokument.
Przywilej lokacyjny na prawie wołoskim nadał w 1549 r. starosta Piotr Zborowski. Wieś prawa wołoskiego w latach 1551–1600, położona w ziemi sanockiej województwa ruskiego,  w drugiej połowie XVII wieku należała do tenuty Besko starostwa sanockiego. 
W latach 1772–1914 starostwo powiatowe Sanok, powiat sądowy w Bukowsku. W 1898 r. wieś liczyła 473 mieszkańców oraz 76 domów. Pod koniec XIX w. własność szlachecka, dobra książąt Czartoryskich. Pod koniec XIX wieku właścicielem tabularnym dóbr we wsi był August ks. Czartoryski.
Od listopada 1918 do stycznia 1919 Republika Komańczańska.
W 1931 r. wieś liczyła 506 osób i 78 domów, zajmując 11 km² pow. Po 1944 r. miejscowi Rusini zostali przesiedleni na Ukrainę.

## Religia
Ludność wyznania rzymskokatolickiego należała do parafii w Jaśliskach. W 1785 r. we wsi było 264 wiernych tego wyznania. Grekokatolicy mieli własną cerkiew parafialną pw. Św. Mikołaja (wcześniej: pw. Zaśnięcia Błogosławionej Dziewicy Marii). W 1936 r. było tu 495 grekokatolików. Do parafii należały cerkwie filialne w Darowie i Moszczańcu. Cerkiew została po 1947 r. rozebrana, fragmenty ikonostasu znajdują się w Muzeum Historycznym w Sanoku.
Z Surowicy pochodził ks. Teofil Kmycikiewicz, członek kapituły Administracji Apostolskiej Łemkowszczyzny.

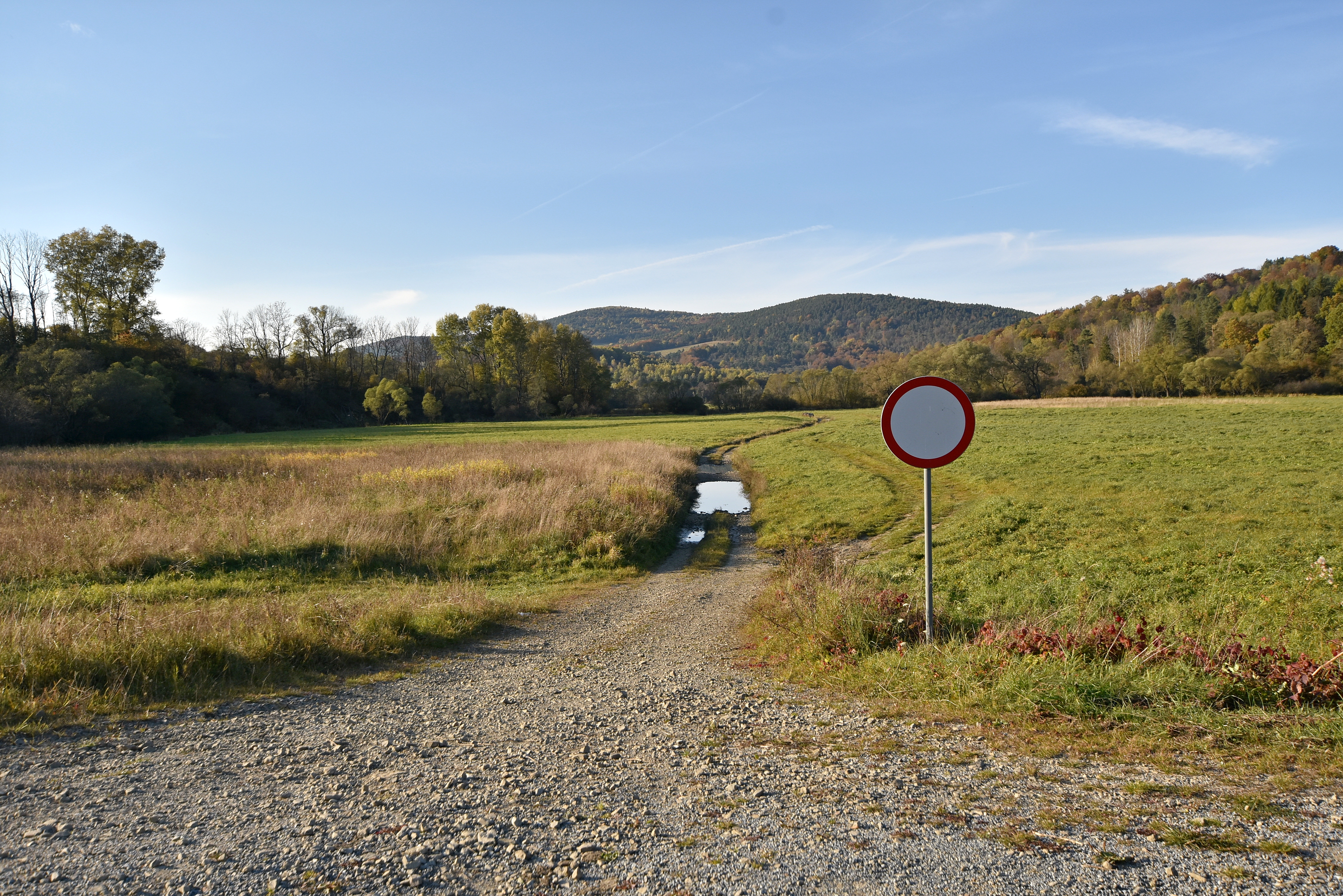
Droga do Polan Surowicznych
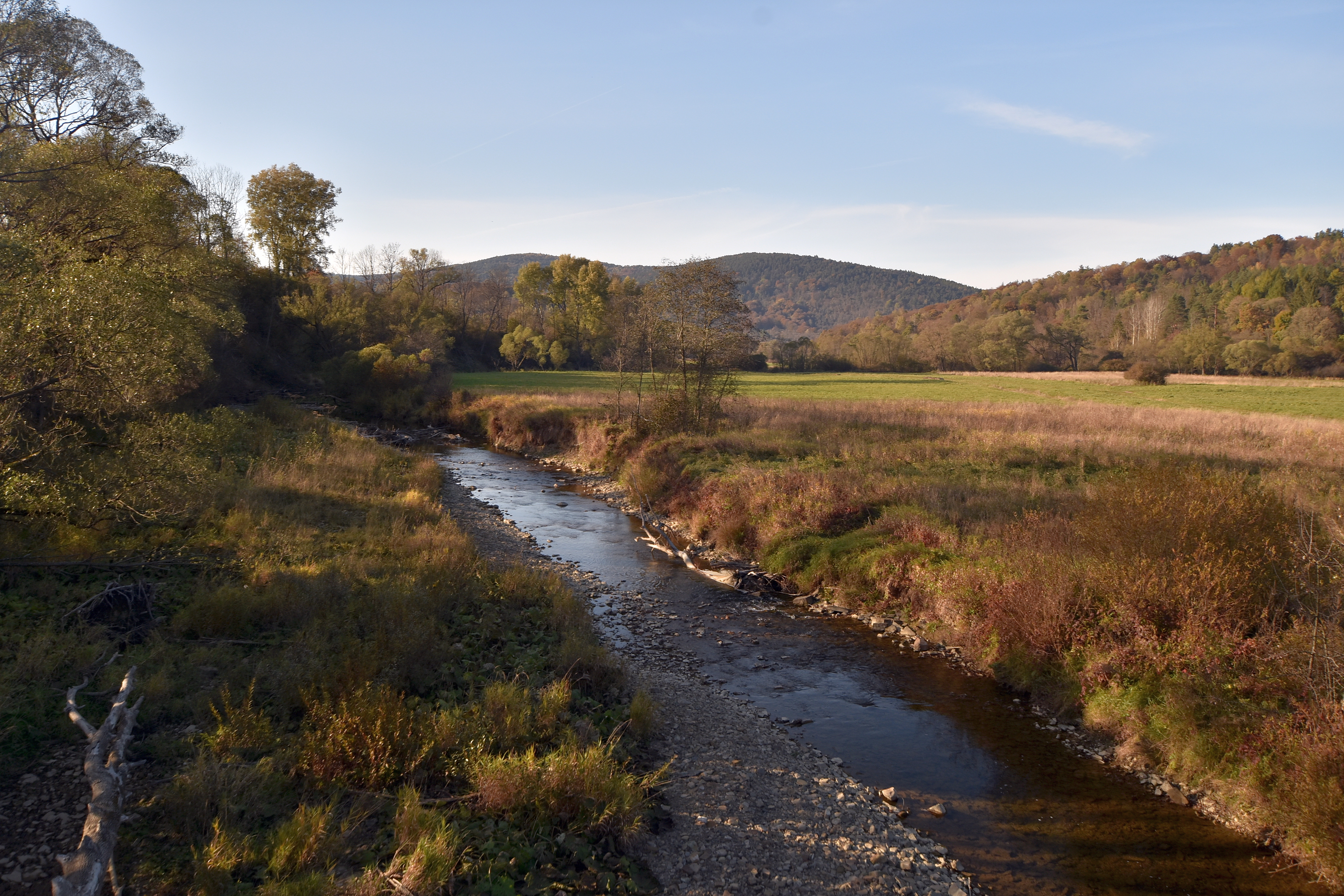
Reka Wisłok w Surowicy
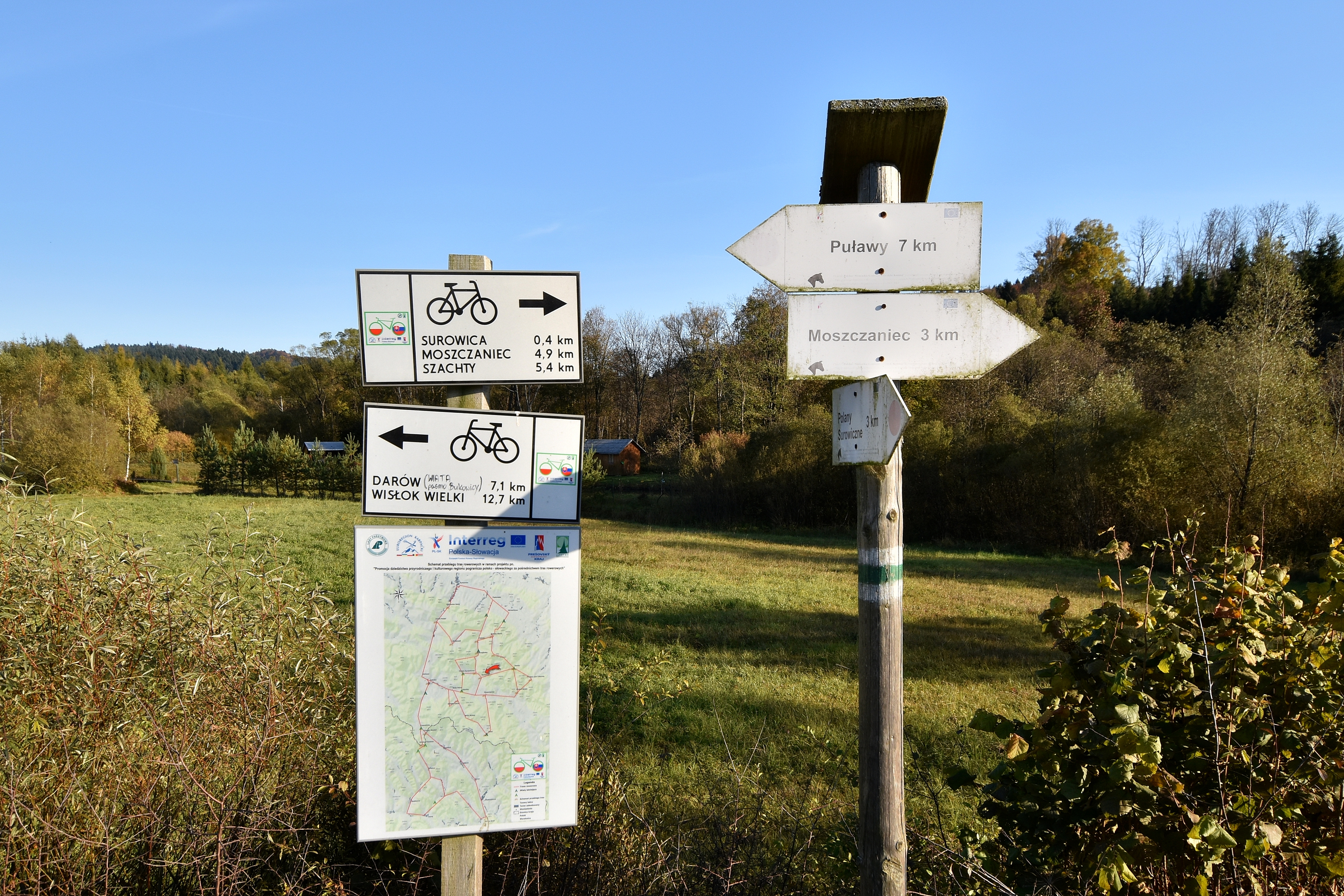
Węzeł szlaków

## Architektura
Wieś została zbudowana w dolinie potoku z długą ulicą, tzw. łańcuchówka. Do dziś pozostały po wsi nad Moszczańcem ślady w postaci cerkwiska ze starym cmentarzem, w otoczeniu wysokich lip oraz drugi, nowszy cmentarz z nagrobkami z początku XX wieku.

## Szlaki piesze
- Moszczaniec – Surowica – Darów – Puławy Górne – Pastwiska – Besko